# Dicranum cambouei
Dicranum cambouei là một loài Rêu trong họ Dicranaceae. Loài này được (Renauld & Cardot) Müll. Hal. mô tả khoa học đầu tiên năm 1900.